# Râul Cojmănești
Râul Cojmănești este un curs de apă, afluent al râului Jilț Slivilești. 